# ليه تشين

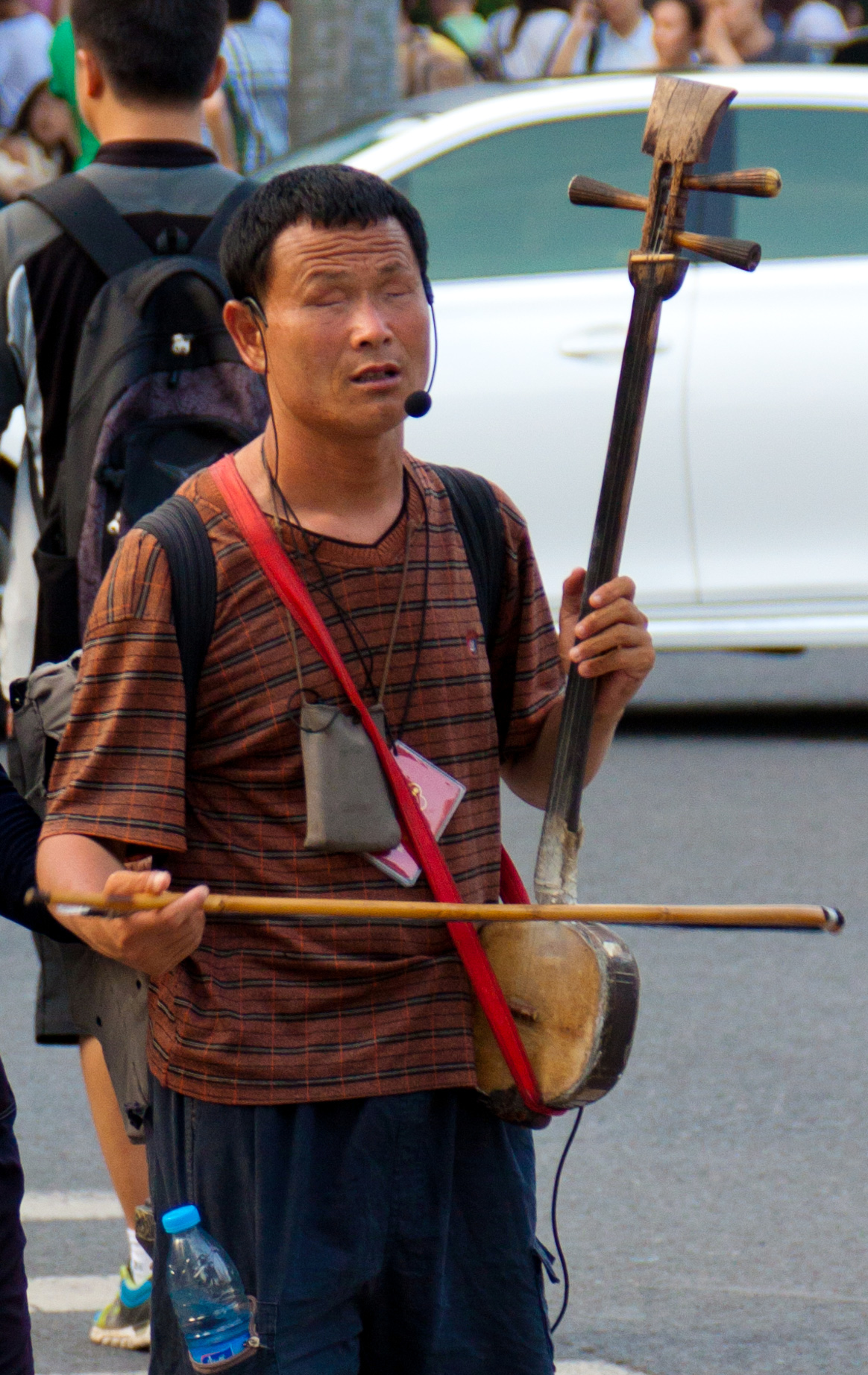

ليه تشين وتعرف ب«تشوي هو» أيضاً، هي آلة وترية ظهرت في أواخر العشرينات من القرن العشرين. طور الفنان الشعبي الصيني وانغ ديان يو آلة تشوي هو إلى آلة ليه تشين. تعلم العزف على آلات موسيقية شعبية مثل آلة تشوي هو، واستطاع عزف بعض الأغاني الشعبية ولحن الأوبرا المحلي. وفي أواخر العشرينات من القرن العشرين طور وانغ ديان يو آلة تشوي هو حيث طوّل ذراع الآلة وَكَبَّر صندوق الصوت ونمطاه بجلد أفعى. وهكذا اخترع آلة موسيقية جديدة أقوى صوتاً وأوسع مدى صوتياً وأجمل نغمة من آلة تشوي هو. وسماها بآلة «ليه تشين» عام 1953. تتكون آلة ليه تشين من ذراع الآلة وصندوق الصوت ورأس الآلة وقوس العزف وغيرها من الأجزاء. ومثل الآلات الوترية الأخرى، يعزف عليها العازف جالساً، واضع صندوق الصوت على فخذه اليسرى ويعزف بين وترين بقوس العزف في يده اليمنى.